# Naujan
Naujan is een gemeente in de Filipijnse provincie Oriental Mindoro op het eiland Mindoro. Bij de laatste census in 2007 had de gemeente bijna 91 duizend inwoners.

## Geografie

### Bestuurlijke indeling
Naujan is onderverdeeld in de volgende 70 barangays:
| - Adrialuna - Andres Ilagan - Antipolo - Apitong - Arangin - Aurora - Bacungan - Bagong Buhay - Balite - Bancuro - Banuton - Barcenaga - Bayani - Buhangin - Caburo - Concepcion - Dao - Del Pilar - Estrella - Evangelista - Gamao - General Esco - Herrera - Inarawan | - Kalinisan - Laguna - Mabini - Magtibay - Mahabang Parang - Malaya - Malinao - Malvar - Masagana - Masaguing - Melgar A - Melgar B - Metolza - Montelago - Montemayor - Motoderazo - Mulawin - Nag-Iba I - Nag-Iba II - Pagkakaisa - Paitan - Paniquian - Pinagsabangan I | - Pinagsabangan II - Piñahan - Poblacion I - Poblacion II - Poblacion III - Sampaguita - San Agustin I - San Agustin II - San Andres - San Antonio - San Carlos - San Isidro - San Jose - San Luis - San Nicolas - San Pedro - Santa Cruz - Santa Isabel - Santa Maria - Santiago - Santo Niño - Tagumpay - Tigkan |

## Demografie
Naujan had bij de census van 2007 een inwoneraantal van 90.629 mensen. Dit zijn 6.737 mensen (8,0%) meer dan bij de vorige census van 2000. De gemiddelde jaarlijkse groei komt daarmee uit op 1,07%, hetgeen lager is dan het landelijk jaarlijks gemiddelde over deze periode (2,04%). Vergeleken met de census van 1995 is het aantal mensen met 14.903 (19,7%) toegenomen.

De bevolkingsdichtheid van Naujan was ten tijde van de laatste census, met 90.629 inwoners op 503,1 km², 180,1 mensen per km².